# Psyllaephagus baccharidis
Psyllaephagus baccharidis är en stekelart som beskrevs av Tavares och Perioto 1993. Psyllaephagus baccharidis ingår i släktet Psyllaephagus och familjen sköldlussteklar. Inga underarter finns listade i Catalogue of Life.